# Nabi Tajima
Pour les articles homonymes, voir Tajima.
Nabi Tajima (田島ナビ, Tajima Nabi), née le 4 août 1900 à Wan[réf. nécessaire] et morte le 21 avril 2018 à Kikai à l’âge de 117 ans et 260 jours, est une supercentenaire japonaise.
Du 15 septembre 2017 jusqu'au 21 avril 2018, elle est doyenne de l'humanité.
Au jour de son décès, elle était la dernière personne vivante née au XIXe siècle.

## Biographie
Née le 4 août 1900, dans le village de Kikai dans l'Ouest de Kikai-shima, Nabi Tajima est l'une des rares Japonaises dont la langue natale n'est pas le japonais, l'okinawaïen ou le coréen, mais le kikaï qui appartient à la sous-famille des langues ryūkyū.[réf. nécessaire]
À partir du 27 septembre 2015, elle est la doyenne du Japon et le 15 avril 2017, la vice-doyenne de l'humanité. Après le décès de Violet Brown, le 15 septembre 2017, elle devient doyenne de l'humanité et la dernière personne encore en vie née au XIXe siècle. À la suite de son décès, le 21 avril 2018, Chiyo Miyako, née en 1901, devient la doyenne de l'humanité.

## Descendance
Tajima avait 9 enfants (7 garçons et 2 filles), 28 petits-enfants, 35 arrière-petits-enfants et 56 arrière-arrière-petits-enfants[réf. nécessaire]. Elle compte au total quelque 160 descendants.